# De proefkonijnen (stripverhaal)
De proefkonijnen is het achtste album uit de Belgische stripreeks De avonturen van Urbanus en verscheen in 1985. Het werd getekend door Willy Linthout en bedacht door Urbanus zelf.

## Verhaal
Urbanus zit dankzij De Dikkenekken, zie album 7, in de gevangenis. Hij mag uit de gevangenis gaan als hij samen met Nabuko Donosor en Amedee meewerkt met de experimenten van professor Schrikmerg.